# Argentina Dos
Argentina Dos är en ort i Mexiko.   Den ligger i kommunen Culiacán och delstaten Sinaloa, i den västra delen av landet, 1 000 km nordväst om huvudstaden Mexico City. Argentina Dos ligger 47 meter över havet och antalet invånare är 566.
Terrängen runt Argentina Dos är huvudsakligen platt, men österut är den kuperad. Runt Argentina Dos är det ganska tätbefolkat, med 155 invånare per kvadratkilometer. Närmaste större samhälle är Culiacán, 9,1 km nordost om Argentina Dos. Trakten runt Argentina Dos består till största delen av jordbruksmark.